# Roccamena
Roccamena ist eine Stadt der Metropolitanstadt Palermo in der Region Sizilien in Italien mit 1305 Einwohnern (Stand 31. Dezember 2023).

## Lage und Daten
Roccamena liegt 54 km südlich von Palermo. Die Einwohner arbeiten hauptsächlich in der Landwirtschaft.
Die Nachbargemeinden sind Camporeale, Contessa Entellina, Corleone und Monreale.

## Geschichte
Der Ort wurde 1846 selbständig.